# Триппа
Триппа — традиционное блюдо итальянской кухни, готовится из требухи, обычно говяжьего рубца. Подаётся как самостоятельное блюдо, с гарниром или на хлебе, может быть и супом. Рубец, приготовленный с дикой мятой и сдобренный сыром пекорино, известен со времён Древнего Рима. 
Для приготовления триппы рубец тщательно вымачивают (в течение нескольких часов), промывают и режут на тонкие куски. Обжаривают в масле с приправами, затем добавляют вино и продолжают жарить до выпаривания жидкости. Перед подачей на стол рекомендуется посыпать пармезаном.
Для ускорения приготовления используется полуфабрикат — предварительно очищенный и подваренный рубец.
Приготовление и употребление триппы вошло в произведения итальянской культуры, в частности её употребляют в кинофильме «Рим» Федерико Феллини, а готовят в кинофильме Марко Феррери.

## Разновидности триппы
- Trippa alla romana — требуха по-римски[4]
- Trippa alla fiorentina — рубец по-флорентийски
- Триппа с картошкой и фасолью
- Триппа по-болонски